# Herbert van de Wetterau
Herbert van de Wetterau (ca. 930 - 992), was zoon van Udo van de Wetterau en een dochter (vermoedelijk heette ze Kunigunde) van Herbert I van Vermandois en Bertha van Morvois. Herbert was een belangrijk edelman in Centraal-Duitsland en leider van de Konradijnen.
Na de dood van zijn vader Udo van de Wetterau in 949 werd Herbert graaf van de Kinziggau, de Engersgouw, en de Wetterau. Ook erfde hij de burcht Gleiberg, hoog op een basaltrots in het huidige Gießen (district). In 976 kreeg Herbert de grafelijke rechten voor de Gleiberg en omgeving: het graafschap Gleiberg. Herbert verwierf ook de titel van paltsgraaf. In 981 volgde hij keizer Otto II naar Italië en nam in 982 deel aan de rampzalig verlopen slag bij Crotone tegen de Saracenen.

## Huwelijk en kinderen
Hij trouwde met Irmtrud van Avalgau (957 - 1020), dochter van Megingoz en Gerberga (dochter van Godfried, paltsgraaf van Lotharingen en Ermentrudis, dochter van Karel de Eenvoudige en achterkleindochter van Otto I van Saksen, de man die de basis legde voor de macht van de Ottonen).
Herbert en Irmtrud kregen de volgende kinderen:
- Otto van Hammerstein
- Gebhard (-8 november 1016)
- Gerberga van Gleiberg, (ca. 970 - na 1036), gehuwd met Hendrik van Schweinfurt
- Irmentrude van de Wetterau (ca. 978 - ca. 1020), gehuwd met Frederik van Luxemburg